# Gepiu
Gepiu é uma comuna romena localizada no distrito de Bihor, na região histórica da Crișana (parte da Transilvânia). A comuna possui uma área de 45.71 km² e sua população era de 1778 habitantes segundo o censo de 2007.